# Mézières-sous-Lavardin
Mézières-sous-Lavardin – miejscowość i gmina we Francji, w regionie Kraj Loary, w departamencie Sarthe.
Według danych na rok 1990 gminę zamieszkiwało 379 osób, a gęstość zaludnienia wynosiła 25 osób/km² (wśród 1504 gmin Kraju Loary, Mézières-sous-Lavardin plasuje się na 924. miejscu pod względem liczby ludności, natomiast pod względem powierzchni na miejscu 770.).